# Pieria
Pieria (řecky Πιερία–Pieria) je přímořský řecký region a administrativní krajská jednotka v jižní Makedónií. Kraj má bohatou historii, nachází se zde hora Olymp. Pieria hraničí ze severu s makedonským krajem Imathia a z jihu s Thesálií. Hlavní město je Katerini.

## Dějiny
Kraj Pieria byl zpočátku obydlený trackým kmenem Pierů, ale později se zde usadili řečtí Makedonci a kraj se tak stal součástí starověkého Řecka. Makedonci zde postavili město Dion (od Dias = Zeus). Nejdůležitější město zde však byla Pydna, kterou v 7. století založili a osídlili Eubojčané. Řekové z Euboie zde založili i město Methot. V 5. století však tato města ovládli Makedonci. Pieria byl pro Řeky bájný kraj, protože podle bájí právě zde na hoře Olymp měli sídlo řečtí bohové. Pydna se stala důležitým městem Makedonie. V 2. století př. n. l. kraj po Římsko-makedonských válkách ovládli Římané. Postupně se zde začalo šířit křesťanství, ale pohanské náboženství zde přetrvalo až do 4. století. Kraj Pieria nehrál významnou roli ani během Římského, ani během Východořímské (Byzantského) období. Slovanská invaze Řecka v 6.–9. století se Pierie dotkla jen okrajově, Řekové zde žili kontinuálně a od 7. století Pieria patřila do řecké části Makedonie, sever byl osídlen Slovany. Od 15. století zde vládli Turci. Pieria se stala součástí Řecka až v roce 1913, kdy Makedonii osvobodil řecký premiér Venizelos. Kraj byl modernizován a byl důležitou zemědělskou částí Řecka. Po roce 1923 po Řecko-turecké výměně obyvatelstva sem přišli mnohé řecké rodiny z Anatolie. Řekové z Efezu založili město Nea Efesos a Pontští Řekové z Trapezuntu založili město Nea Trapezunta. Kompletní elektrifikace proběhla až v 60. letech. Následně se mnoho obyvatel Pierie přestěhovalo do nedaleké Soluně.

## Dnes
V kraji Pieria dnes žije přibližně 135 000 obyvatel. Kraj je důležitý z hlediska cestovního ruchu a nacházejí se zde četné starořecké památky. Je to i zóna, kde se dá provádět turistika u hory Olymp. Nachází se zde i dovolenková zóna Olympská riviéra v Katerini. Nejdůležitější města jsou Katerini, Aiginio, Dio (starořecký Dion), Elafina, Kolindros, Litochoro, Methoni a Pydna.